# Asociația Internațională de Drept Penal
Asociația Internațională de Drept Penal (în franceză L'Association Internationale de Droit Penal) este o asociație fondată la Paris la 14 martie 1924. Este cea mai importantă organizație științifică internațională în materia dreptului penal.